# Dekanat płocki wschodni
Dekanat Płocki Wschodni – dekanat diecezji płockiej z siedzibą w Płocku. Obejmuje 8 parafii.
Lista parafii:
| Lp | Miejscowość / parafia                               | Czas powstania | Proboszcz / administrator               | Zdjęcie |
| -- | --------------------------------------------------- | -------------- | --------------------------------------- | ------- |
| 1  | Płock św. Stanisława Kostki                         | 1929           | ks. Sławomir Szczodrowski SDB od 2024   |         |
| 2  | Płock Matki Bożej Fatimskiej                        | 1991           | ks. Bartosz Szostak od 2024             |         |
| 3  | Płock św. Józefa                                    | 1982           | ks. Rafał Pabich od 2024                |         |
| 4  | Płock Świętego Krzyża                               | 1991           | ks. kan. mgr Jacek Gołębowski od 2020   |         |
| 5  | Płock św. Wojciecha                                 | 1988           | ks. kan. dr Jerzy Ławicki od 2004       |         |
| 6  | Płock-Imielnica św. Jakuba                          | XIV w.         | ks. kan. mgr Ryszard Paradowski od 2002 |         |
| 7  | Rogozino św. Faustyny Apostołki Bożego Miłosierdzia | 2006           | ks. kan. dr Janusz Wiśniewski od 2008   |         |
| 8  | Słupno św. Marcina                                  | XII w.         | ks. mgr Marek Zaborowski od 2008        |         |

stan na dzień 20.05.2024